# Tero Kaski
 (juillet 2013).
Si vous disposez d'ouvrages ou d'articles de référence ou si vous connaissez des sites web de qualité traitant du thème abordé ici, merci de compléter l'article en donnant les références utiles à sa vérifiabilité et en les liant à la section « Notes et références ».
Tero Kaski (né le 10 août 1950 à Lahti et mort le 3 janvier 2001 à Kuusankoski), surnommé Daddy T-Roy, est un promoteur finlandais du reggae, fondateur du magasin et label Black Star.